# Gaznavidska dinastija
Gaznavidsko cesarstvo (perzijsko غزنویان) je ime iranske države, ki je od 10. do 12. stoletje se je razširilo po Iranski planoti, Srednji Aziji in Indijski podcelini. Glavno mesto je bilo v Gazniju, mestu v današnjem Afganistanu. Za ustanovitelja dinastije velja Alptighin, ki je skupaj s svojimi nasledniki razširil meje Gaznavidov na račun dinastij Bujidov in Samanidov. Dinastija Gaznavidov je trajala približno 200 let, nakar so njene zahodne dele najprej osvojili Seldžuki, nato pa vzhodne dele Guridi. Dinastiji Gaznavidov in Seldžukov sta specifični po tem, da so večino prebivalstva njunih držav sestavljali iranski narodi, tj. bili so nosilci iranske kulture, vendar je bil vladajoči razred večinoma turškega izvora. Vendar sta bili obe dinastiji jezikovno asimilirani, zato se je perzijski jezik uporabljal izključno med prebivalstvom in na kraljevem dvoru.

## Dominacija

### Sabuktigin
Sabuktigin je v mladosti živel kot mameluk, turški suženj-vojak, in se kasneje poročil s hčerko svojega gospodarja Alptigina,, ki je po neuspelem poskusu državnega udara pobegnil v Gazni (današnja Provinca Gazni v Afganistanu). Po Alptiginovi smrti je vladal njegov sin Abu Ishak Ibrahim Gazni tri leta.  Njegovi smrti je sledila vladavina nekdanjega Alptiginovega gulama, Bilgetigina. Bilgetiginova vladavina je bila tako kruta, da je prebivalstvo poklicalo nazaj Abu Bakra Lavika. Prav zaradi Sabuktiginove vojaške spretnosti je bil Lavik odstavljen, Bilgetigin izgnan, Sabuktigin pa je dobil guvernerstvo.
Ko je bil Sabuktigin imenovan za guvernerja Gaznija, so na vztrajanje samanidskega emirja prosili, naj posreduje v Horasanu, po zmagoviti kampanji pa so mu dodelili guvernerstvo nad Balkom, Tuharistanom, Bamijanom, Ghurjem in Garčistanom.  Sabuktigin je na mesto guvernerja prišel v nemirih.  V Zabulistanu se je tipičen vojaški fevdalni sistem (mustagal) spremenil v trajno lastništvo (tamlik), kar je turške vojake pripeljajlo do tega, da so opustili vojskovanje.  Sabuktigin je reformiral sistem tako, da so bili vsi fevdi tipa mustagal.  Leta 976 je pri Bustu končal spor med dvema turškima gulamoma in podprl prvotnega vladarja. Kasneje istega leta je Sabuktigin začel pohod proti Kusdarju, vladarja (verjetno Mutaza Ahmada) pa je našel nepripravljenega in od njega zahteval letni davek.
Po Sabuktiginovi smrti je njegov sin z Alptiginovo hčerko Ismail iz Gaznija dobil Gazni. Drugi sin Abul-Muzaffar Nasr je dobil guvernerstvo Busta, najstarejši sin Mahmud pa poveljstvo nad vojsko v Horasanu. Sabuktiginov namen je bil zagotoviti guvernerstvo za svojo družino kljub upadajočemu vplivu Samanidskega cesarstva in svoje dinastije ni imel za neodvisno. Ismail je po prejemu dediščine hitro odpotoval v Bust in se poklonil emirju Abul-Haritu Mansurju. Mahmud, ki je bil izključen iz kakršnega koli pomembnega nasledstva je predlagal delitev oblasti, kar je Ismail zavrnil. Mahmud je odkorakal na Gazni, Ismail pa je bil kasneje leta 998 poražen in ujet v bitki pri Gazniju (998).

### Mahmud, sin Sabuktigina
Leta 998 je Mahmud Gaznavidski, sin Sebuktigina, podedoval guvernerstvo , Gazni in dinastija Gaznavidov pa sta se trajno povezala z njim. V pismu kalifu je poudaril svojo zvestobo in dejal, da so bili Samanidi odstavljeni le zaradi svoje izdaje.  Mahmudu je bilo dodeljen guvernerstvo Horasana ter nazivi Jamin al-Dawla in Amin al-Mila.  Kot predstavnik kalifata se je zavzemal za sunitski islam z kampanjami proti ismailitom in šiitom Bujidom. Osvojil je samanidska in šahijska ozemlja, vključno z ismailijskim kraljestvom Multan, Sindom in nekaterimi ozemlji dinastije Bujidov.
Po vseh poročilih je bila vladavina Mahmuda zlata doba in vrhunec Gaznavidskega cesarstva. Mahmud je vodil sedemnajst odprav skozi severno Indijo, da bi vzpostavil svoj nadzor in vazalne države, njegovi napadi pa so povzročili tudi obsežno plenjenje. Svojo oblast je vzpostavil od meja Raya, Iran|Raja do Samarkanda, od Kaspijskega morja do Jamune.
Med Mahmudovo vladavino (997–1030) so Gaznavidi naselili 4.000 turkmenskih družin blizu Farane v Horasanu. Do leta 1027 je zaradi turkmenskih napadov na sosednja naselja guverner Tusa Abu l'Alarit Arslan Jadib vodil vojaške napade nanje. Turkmeni so bili poraženi in razpršeni v sosednje države. Vendar pa je šele leta 1033 gaznavidski guverner Tash Farrash usmrtil petdeset turkmenskih poglavarjev zaradi napada na Horasan.

#### Indijska osvajanja
Mahmud iz Gaznija je vodil vdore globoko v Indijo vse do Mathure, Kanauja in Somnatha. Med letoma 1004 in 1005 je napadel je kneževino Bhera in leta 1006 sosednji emirat emirat Multan. Leta 1008–1009 je v[bitki pri Chachu premagal hindujske Šahije in na osvojenih območjih postavil guvernerje. Gaznavidi so se v Indiji imenovali "Turuski" ali "Turki". "Hamiras" (iz arabščine "amir" - "poveljnik").
Leta 1018 je izropal mesto Mathuro, ki je bilo "neusmiljeno izropano, opustošeno, oskrunjeno in uničeno". Po mnenju Firishte, ki je v 16. in 17. stoletju napisal »Zgodovino Hindustana«, je bilo mesto Mathura najbogatejše v Indiji. Ko ga je napadel Mahmud iz Gaznija, so bili »vsi idoli« v dvajsetih dneh sežgani in uničeni, zlato in srebro sta bila staljena za plen, mesto pa je bilo požgano. Leta 1018 je Mahmud zavzel tudi Kanauj, glavno mesto Gurjara-Pratiharov, nato pa se je spopadel s Čandelami, od katerih je prejel davke. Leta 1026 je napadel in oropal tempelj Somnath, pri čemer je odnesel plen v vrednosti 20 milijonov dinarjev.

#### Konec dinastije
Po padcu Gaznija leta 1163 so se Gaznavidi naselili v Lahoreju, svoji regionalni prestolnici za indijska ozemlja od osvojitve Mahmuda iz Gaznija, ki je postala nova prestolnica poznih Gaznavidov. Moč Gaznavidov v severozahodni Indiji se je nadaljevala do guridske osvojitve Lahoreja leta 1186, ko je Mohamed iz Ghorja (obleganje Lahoreja (1186)) odstavil zadnjega gaznavidskega vladarja Kusrava Malika. Tako Kusrava Malika kot njegovega sina so leta 1191 zaprli in usmrčili v Firozkohu, s čimer so ugasnili rodbino Gaznavidov.

## List of rulers
| #  | Laqab                                                               | Osebno ime    | Pravica do vladanja | Succession right         | Opombe |
| -- | ------------------------------------------------------------------- | ------------- | ------------------- | ------------------------ | --- |
| 1  | Nasir-ud-din نصر الدين‎ Branilec vere                                | Sabuktigin    | 977–997             |                          | |
| 2  | Brez naslova                                                        | Ismail        | 997–998             | sin Sabuktigina          | |
| 3  | Yamin ad-Dawlah Abu Qasim یمین الدولہ ابو لقاسم‎ "Desna roka države" | Mahmud        | 998–1030            | prvi sin Sabuktigina     | |
| 4  | Jalal ad-Dawlah جلال الدولہ‎ "Dostojanstvo države"                   | Muhammad      | 1030 1. vladavina   | drugi sin Mahmuda        | |
| 5  | Shihab ad-Dawlah شھاب الدولہ‎ "Zvezda države"                        | Masud I.      | 1030–1041           | prvi sin Mahmuda         | Po bitki pri Dandanaqanu je bil strmoglavljen, zaprt in usmrčen |
| —  | Jalal ad-Dawlah جلال الدولہ‎ "Dostojanstvo države"                   | Muhammad      | 1041 "2. vladavina" | drugi sin Mahmuda        | Povzdignjen na prestol po odstranitvi Masuda I. |
| 6  | Shihab ad-Dawlah شھاب الدولہ‎ "Zvezda države"                        | Mawdud        | 1041–1048           | sin Masuda I             | Premagal Mohameda v bitki pri Nangraharju in pridobil prestol. |
| 7  | ? ‎                                                                  | Masud II      | 1048                | sin Mawduda              | |
| 8  | Baha ad-Dawlah بھاء الدولہ ‎ "Sijaj države"                          | Ali           | 1048–1049           | sin Masuda I             | |
| 9  | Izz ad-Dawlah عز الدولہ‎ Slava države                                | Abd al-Rašid  | 1049–1052           | peti Mahmudov sin        | |
| 10 | Qiwam ad-Dawlah قوام الدولہ‎ Podpora države                          | Toghrul       | 1052–1053           | Turški mameluški general | Uzurpiral gaznavidski prestol po masakru Abd al-Rašida in enajstih drugih gaznavidskih princev.                                                                                                  |
| 11 | Jamal ad-Dawlah جمال الدولہ‎ Lepota države                           | Farrukh-Zad   | 1053–1059           | sin Masuda I             | |
| 12 | Zahir ad-Dawlah ظھیر الدولہ‎ Pomoč države                            | Ibrahim       | 1059–1099           | sin Masuda I             | |
| 13 | Ala ad-Dawlah علاء الدولہ‎ "Blagoslov države"                        | Mas'ud III    | 1099–1115           | sin Ibrahima             | |
| 14 | Kamal ad-Dawlah کمال الدولہ‎ Popolnost države                        | Šir-Zad       | 1115–1116           | sin Masuda III           | Umoril ga je njegov mlajši brat Arslan ibn Mas'ud. |
| 15 | Sultan ad-Dawlah سلطان الدولہ‎ "Sultan države"                       | Arslan-Shah   | 1116–1117           | sin Masuda III           | Prevzel je prestol od svojega starejšega brata Shirzada, vendar se je soočil z uporom svojega drugega brata Bahram Shaha, ki ga je podpiral sultan Velikega seldžuškega cesarstva Ahmad Sanjar.  |
| 16 | Yamin ad-Dawlah یمین الدولہ ‎ "Desna roka države"                    | Bahram Shah   | 1117–1157           | sin Masuda III           | Pod Bahram-Shahom je Gaznavidsko cesarstvo postalo podložnik Seldžuškega cesarstva. Bahramu je pomagal Ahmad Sanjar, sultan Velikega seldžuškega imperija, pri zagotavljanju njegovega prestola. |
| 17 | Muizz ad-Dawlah معزالدولہ ‎ "Državna čast"                           | Khusrau Shah  | 1157–1160           | sin Bahram-Shaha         | |
| 18 | Taj ad-Dawlah تاج الدولہ‎ "Krona države"                             | Khusrau Malik | 1160–1186           | sin Khusrau-Shaha        | |